# Йозеф Шпілка
Йозеф Шпілка (чеськ. Josef Spilka, 7 березня 1899, Ратборж — 25 серпня 1986, Прага) — чеський поет, перекладач, прозаїк, публіцист, фольклорист, педагог

## Діяльність
Чеський педагог і письменник. З 1924 по 1929 рік викладав у словацьких класах у школі в Ужгороді. Разом з Владиславом Ванчурою, який збирав матеріал, описав Закарпаття у книгах Zbojníčkové od Vysoká (1930) та Ivanko z polonin: pohádky z Karpatské Ukrajiny, яка виникла на основі його власних записів фольклору.